# Macrothelypteris
Macrothelypteris je rod papratnica iz porodice Thelypteridaceae, dio reda osladolike. Postoji 9 vrsta i jedan hibrid iz tropske i suptropske Azije, Malezije, Afrike i Australije (Queensland)

## Vrste
1. Macrothelypteris banaensis (Tardieu & C. Chr.) Christenh.
2. Macrothelypteris contingens Ching
3. Macrothelypteris multiseta (Baker) Ching
4. Macrothelypteris ogasawarensis (Nakai) Holttum
5. Macrothelypteris oligophlebia (Baker) Ching
6. Macrothelypteris ornata (J. Sm.) Ching
7. Macrothelypteris polypodioides (Hook.) Holttum
8. Macrothelypteris torresiana (Gaudich.) Ching
9. Macrothelypteris viridifrons (Tagawa) Ching
10. Macrothelypteris × subviridifrons (Seriz.) Nakaike

## Sinonimi
- Thelypteris sect.Macrothelypteris H.Itô, Nakai & Honda
- Thelypteris subgen.Macrothelypteris (H.Itô) A.R.Sm.
- Thelypteris subgen.Thelypteris sect.Metathelypteris K.Iwats.